# Rocher de Socotra
Le rocher de Socotra, connu en Corée sous le nom de Ieodo (이어도/離於島; MR: Iŏdo) ou Parangdo (파랑도/波浪島; MR: P'arangdo) et en Chine sous le nom de Suyan (苏岩礁), est un rocher situé dans le Nord de la mer de Chine orientale, à 149 km au sud-ouest de l'île coréenne de Marado (située au large de l'île et province coréenne de Jeju-do), à 287 km au nord-est de l'île chinoise de Yushan et à 275 km à l'ouest de l'île japonaise de Hizen-Torishima.
Émergeant à 4,6 mètres au-dessous de l'eau par marée basse, ce rocher est disputé par la république populaire de Chine et la Corée du Sud, bien que le droit maritime international stipule qu'un rocher submergé par les eaux en dehors d'eaux territoriales ne peut être réclamé par aucun pays.
Le rocher sert de fondations à la station coréenne océanographique de Ieodo, une plateforme pour hélicoptère ayant même été construite.

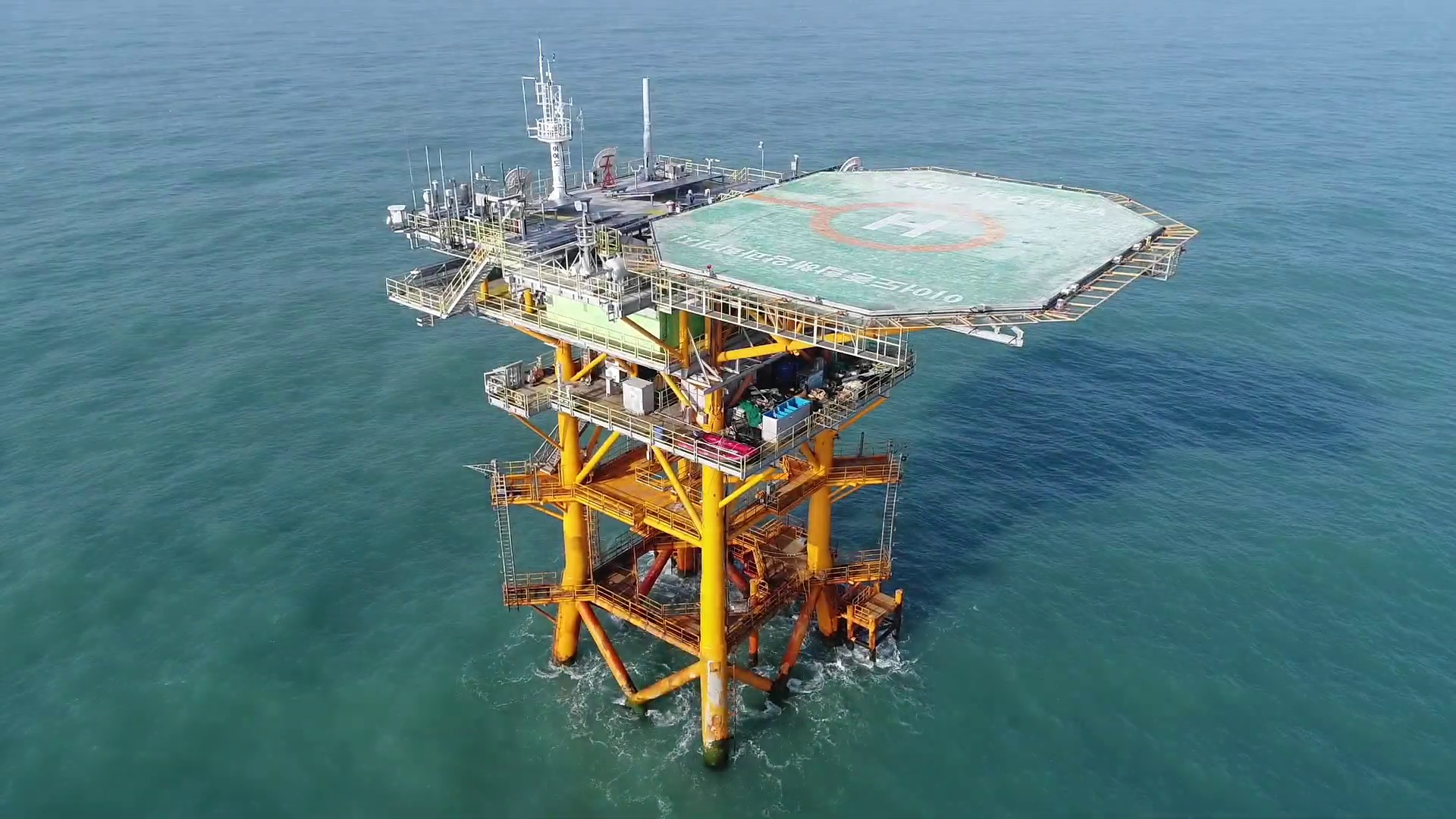

Le nom occidental de Socotra que l'on trouve sur des cartes internationales vient du nom du navire marchand britannique qui le « découvrit » en 1900.
Le dimanche 8 décembre 2013, la Corée du Sud annonce une extension de sa zone de défense aérienne couvrant désormais le rocher, en réponse à une initiative chinoise similaire décrétée deux semaines auparavant.